# Кстати
«Кста́ти» — девятый студийный альбом российской певицы Юты, выпущенный компанией «United Music Group» 3 февраля 2014 года. Было выпущено два варианта данной пластинки. В расширенной версии добавлены бонусные треки, а также присутствует буклет со стихами исполнительницы. Позднее звукозаписывающей компанией «Ультра продакшн» альбом был выпущен на виниле. В виниловое издание вошли десять треков, по пять на каждой из сторон пластинки. Трек-лист соответствует невиниловой версии альбома, за исключением одного трека. Завершает пластинку композиция «Хмель и солод». Песня «Любимый мой» являющаяся саундтреком к сериалу «Пока станица спит» стала лауреатом премии «Золотой граммофон» по итогам 2015 года. Синглы «Кстати», «Первое свидание» и «Любимый мой» достигли в чарте Tophit 49, 29 и 17 мест соответственно.

## Рецензии
Заглавная песня альбома, по мнению Алексея Мажаева, написана в лучших традициях лирической баллады «Чуть неуверенно», а композиции «Да нет» и «Привет» критик назвал интеллигентной эстрадой. Денис Ступников в свою очередь отметил композицию «Самолёт», назвав её «поп-боевиком».
Пластинка действительно выглядит своевременной, потому что возвращения певицы из затяжного отпуска, вызванного рождением детей и смертью мужа, многие ждали с нетерпением. И Юта подтверждает, что она по-прежнему в силе, в таких сильных и прочувствованных вещах, как «Кстати», «Первое свидание», «Да нет» и «Привет». Да, во всех этих песнях много скрытой боли, на которой певица не спекулирует, а говорит о ней подспудно, иносказательно. Похоже, Юта на распутье и до конца не определилась с окончательным выбором собственной стилистики. Но её творческий потенциал сомнения не вызывает, а потому наблюдать за её извилистыми поворотами необычайно интересно.Денис Ступников

## Видеоклипы
На четыре композиции из альбома были сняты видеоклипы. Первым появилось видео на песню «Кстати», режиссёром которого стал родной брат исполнительницы Олег Сёмин. Съёмки клипа прошли в павильонах ВГИКа. В клипе использовано большое число электрических ламп накаливания, которые выполняют роль своеобразных софитов. Видео продолжает серию роликов, в которых исполнительница предстаёт перед зрителями в женственном образе и просто делится с ними своим творчеством, не нагружая ролик сюжетными линиями.
Вторым появилось видео на песню «Любимый мой». В основу клипа легли фрагменты сериала «Пока станица спит», где она является саундтреком. Режиссёрами видео стали Андрей Артюхов, Софья Выборнова и Егор Воронин. Видеоряд с эпизодами сериала перекликается с образом Юты.
Клип на композицию «Прости-прощай», снятый Александром Колесниковым, представляет собой некие посиделки музыкантов на уютной репетиционной базе. Позднее появился ещё один клип на эту песню. В видео описана история о взаимоотношениях мужчины и женщины, которые находятся на грани развала. Главная героиня решает отравить своего спутника (Александр Стефанцов), отвечая на его агрессию самоиронией. Однако героям всё же удаётся расстаться красиво. Режиссёрами клипа стали Александр Замыслов и Елена Новикова.
Видео на песню «Первое свидание» было снято Ниной Дягилевой, Данилой Зотовым и Асей Фри. Согласно сюжету Юта как бы собирается на свидание, но после романтической прогулки по зимнему городу с жёлтым зонтиком приходит на репетицию.

## Список композиций
Все тексты и музыка написаны Ютой
| №                   | Название            | Длительность |
| ------------------- | ------------------- | ------------ |
| 1.                  | «Кстати»            | 3:44         |
| 2.                  | «Прости-прощай»     | 4:14         |
| 3.                  | «Первое свидание»   | 3:13         |
| 4.                  | «Встреча»           | 4:01         |
| 5.                  | «Любимый мой»       | 2:37         |
| 6.                  | «И в добрый путь!»  | 2:53         |
| 7.                  | «Самолёт»           | 3:23         |
| 8.                  | «Да нет»            | 3:24         |
| 9.                  | «Привет»            | 3:56         |
| 10.                 | «Гитара»            | 3:03         |
| 11.                 | «Кстати» (Remix)    | 3:22         |
| 12.                 | «Хмель и солод»     | 3:52         |
| 13.                 | «Подруга»           | 3:36         |
| Общая длительность: | Общая длительность: | 45:18        |

| №   | Название            | Длительность |
| --- | ------------------- | ------------ |
| 14. | «Very Good» (Remix) | 4:09         |
| 15. | «Шумел камыш»       | 3:01         |
| 16. | «Тонкая рябина»     | 3:37         |

## Участники записи
- Юта — автор песен, вокал, акустическая гитара, аранжировка
- Владимир Вакаренко — аранжировка, музыкальное продюсирование
- Сергей Шанглеров — гитара
- Алексей Лебедев — бас-гитара
- Наталья Павлова, Диана Поленова, Павел Алоин — Бэквокал
- Запись, сведение, мастеринг — студия «FishSound»
- Бонус-треки записаны на студии «Полифон» Самвелом Оганесяном. Аранжировка — Сергей Сысоев, Юта.